# De syv samuraier
De syv samuraier (originaltitel: 七人の侍 (Shichinin no Samurai)) er en japansk episk actionfilm fra 1954 instrueret af Akira Kurosawa, der også var medforfatter til filmens manuskript. Filmen foregår i 1586 i den japanske historiske periode Sengoku og fortæller historien om desperate bønder i en landsby, der hyrer samuraier til at bekæmpe røvere, der vil komme efter høsten for at stjæle bøndernes udbytte.
Det tog et år at optage filmen, der ved sin udgivelse var den dyreste japanske film nogensinde. Filmen var den tredjemest sælgende i Japan i 1954.
De syv samuraier anses som en af filmhistoriens bedste og mest indflydelsesrige film. Siden udgivelsen har den konsekvent rangeret højt på kritikernes lister over "verdens bedste film" og blev ved en afstemning blandt internationale filmkritikere afholdt af BBC i 2018 kåret til den bedste ikke-engelsksprogede film gennem tiderne. Den betragtes som en af de mest "indspillede, omarbejdede og refererede" film i filmhistorien.

## Handling
I 1586 diskuterer en røverbande at plyndre en bjerglandsby, men deres høvding beslutter at vente til efter høsten for at få et bedre bytte. Landsbyboerne overhører røverbandens diskussioner og rapporterer til Gisaku, landsbyens ældste og møller. Gisaku beslutter, at bønderne må hyre samuraier for at beskytte landsbyen. Da de ingen penge har, og kun kan tilbyde mad som betaling, råder Gisaku landsbyboerne til at finde sultne samuraier.
En gruppe landsbyboere rejse til en nærliggende by på udkig efter samuraier. Her finder de Kanbei, en ældre, men erfaren, rōnin, som de ser redde en ung dreng fra en tyv. En ung samurai ved navn Katsushirō beder om at blive Kanbeis lærling. Landsbyboerne beder om Kanbeis hjælp, og han accepterer modvilligt. Han rekrutterer derefter sin gamle kampfælle Shichirōji sammen med Gorobei, Heihachi og Kyūzō, en fåmælt sværdkæmper, som Katsushirō betragter med ærefrygt. Kikuchiyo, en vild og excentrisk samurai-"wannabe", bliver til sidst også accepteret, efter at gruppen forgæves har forsøgt af drive ham væk.
Ved de syvs ankomst til landsbyen er der i begyndelsen gensidig skepsis, men langsomt begynder samuraierne og bønderne at stole på hinanden. Katsushirō møder Shino, en bondedatter forklædt som en dreng af sin far, der ikke vil have, at samuraierne skal interessere sig for hende. Katsushirō opdager, at Shino er en ung kvinde og bliver romantisk interesseret i hende, selvom han ved, at forskellen i deres sociale klasser forbyder det. Senere bliver samuraierne vrede, da Kikuchiyo bringer dem rustninger og våben, som landsbyboerne har fået ved at dræbe andre samuraier sårede eller flygtede fra kamp. Kikuchiyo svarer vredt, at samuraier er ansvarlige for en stor del af de lidelser, som landmænd udsættes for, og afslører, at han er en forældreløs bondesøn. Samuraiernes vrede bliver til skam.
Kanbei bevæbner landsbyboerne med bambusspyd og organiserer dem i hold og træner dem. Tre banditspejdere er opdaget; to bliver dræbt, mens den tredje afslører hvor røvernes lejr ligger i et forsø på at redde sit liv. Samuraierne brænder lejren ned. Landsbyboeren Rikichi, der hjælper samuraierne, bryder sammen, da han ser sin kone, som blev kidnappet og gjort til konkubine under et tidligere røvertogt. Da hun ser Rikichi, løber hun skamfuld tilbage ind i en brændende hytte til sin død. Samuraien Heihachi forsøger at forhindre Rikichi i at forfølge hende, men bliver dræbt af et skud i forsøget. Ved Heihachis begravelse bliver de triste landsbyboere opildnet af Kikuchiyo, som rejser et banner, som Heihachi har lavet for at repræsentere de seks samuraier, Kikuchiyo og landsbyen.
Da røverne endelig angriber byen, overraskes de over de nye fæstningsværker, som omfatter en voldgrav og høje plankeværker. De nedbrænder landsbyens afsidesliggende huse, herunder Gisakus mølle. Gisakus familie forsøger at redde ham, men han nægter at forlade møllen, og alle omkommer, undtagen en baby som bliver reddet af Kikuchiyo. Røverne belejrer derefter landsbyen, men mange bliver dræbt, da forsvarerne afviser hvert angreb.
Røverne har tre musketter. Kyūzō begiver sig ud alene og erobrer én af musketterne. Kikuchiyo er misundelig og forlader sin deling for at erobre en anden. Men hans fravær gør det muligt for en håndfuld røvere at erobre hans post og at dræbe adskillige bønder, og Gorobei bliver også dræbt under forsøget på at forsvare sin stilling. Om natten forudser Kanbei, at røverne vil foretage et sidste angreb på grund af deres svindende antal.
I mellemtiden bliver Katsushirō og Shinos forhold opdaget af hendes far, der er rasende over, at hendes mødom er blevet taget. Han slår hende, og Kanbei og landsbyboerne må gribe ind; Shichirōji mener dog, at sådan adfærd er normal før kamp, og at de bør tilgives.
Næste morgen angriber røverne. Forsvarene lader dem komme ind gennem forsvarsværkerne og angriber herefter røverne inde i landsbyen. Da slaget nærmer sig sin afslutning, gemmer røverhøvdingen sig i kvindehytten og skyder og dræber Kyūzō med sin musket. En rasende Kikuchiyo stormer ind og bliver også skudt, men dræber høvdingen, før han dør. De resterende røvere bliver dræbt.
Efter det afsluttende slag står Kanbei, Katsushirō og Shichirōji foran deres kammeraters begravelseshøje. De ser de glade landsbyboere synge, mens de planter deres afgrøder. Katsushirō og Shino mødes en sidste gang, men Shino går forbi ham for at deltage i plantningen og tilkendegiver derved, at deres forhold er afsluttet. Kanbei siger til Shichirōji, at det er endnu en pyrrhussejr for samuraien: "Sejren tilhører de bønder. Ikke os."

## Medvirkende (i udvalg)

### De syv samuraier
- Takashi Shimura som Kambei Shimada (島田勘兵衛 Shimada Kambei) , en krigstræt, men hæderlig og strategisk rōnin, og lederen af de syv
- Yoshio Inaba som Gorōbei Katayama (片山五郎兵衛 Katayama Gorōbei) , en dygtig bueskytte, der fungerer som Kambeis næstkommanderende og hjælper med at skabe masterplanen for landsbyens forsvar
- Daisuke Katō som Shichirōji (七郎次) , Kambeis gamle ven og tidligere løjtnant
- Seiji Miyaguchi som Kyūzō (久蔵) , en seriøs, stenansigtet og yderst dygtig sværdkæmper
- Minoru Chiaki som Heihachi Hayashida (林田平八 Hayashida Heihachi) , en elskværdig, men mindre dygtig kæmper, hvis charme og vid holder sine kammeraters moral i modgang
- Isao Kimura som Katsushirō Okamoto (岡本勝四郎 Okamoto Katsushirō) , den uprøvede søn af en velhavende, jordejer samurai, som Kambei modvilligt tager imod som en lærling
- Toshirō Mifune som Kikuchiyo (菊千代) , en humoristisk og temperamentsfuld fyr, der lyver om at være en samurai, men til sidst beviser sit værd og sin opfindsomhed

## Produktion
Akira Kurosawa havde oprindeligt ønsket at instruere en film om en enkelt dag i en samurais liv. Under sin research faldt han over en historie om samurai, der kæmpede for bønder. Ifølge skuespilleren Toshiro Mifune skulle filmen oprindeligt hedde De seks samuraier, hvor Mifune spillede rollen som Kyūzō. Under den seks uger lange manuskriptskrivningsproces indså Kurosawa og hans manuskriptforfattere imidlertid, at "seks ædru samuraier var kedsommeligt - de havde brug for en karakter, der var mere farverig". Kurosawa gav Mifune rollen som Kikuchiyo og gav ham lov til at være kreativ og til at improvisere i sin præstation.
Kurosawa og de øvrige manuskriptforfatterne var innovative i at forfine temaet om heroiske karakterer, der sættes sammen for at udføre en fælles mission. Ifølge Michael Jecks DVD-kommentar var De syv samuraier blandt de første film, der brugte det nu almindelige plotelement i rekrutteringen og samlingen af helte i et team, der skal opnå et bestemt mål. Modellen er brugt mange gange i senere film, herunder Navarones kanoner, western-genindspilningen Syv mænd sejrer og Pixars animationsfilm Græsrødderne.

### Scenografi
Kurosawa nægtede at optage filmen ved Toho Studierne og fik i stedet bygget et komplet filmsæt ved Tagata på Izu-halvøen, Shizuoka. Filmstudiet protesterede mod de øgede produktionsomkostninger, var Kurosawa stod stejlt på, at "kvaliteten af sættet påvirker kvaliteten af skuespillernes præstationer... Af den grund har jeg fået lavet kulisserne nøjagtigt som de ægte vare. Det giver begrænser i optagelserne men bidrager til følelsen af autenticitet." Kurosawa forklarede også om det "intense arbejde" ved at lave filmen: "Det regnede hele tiden; vi havde ikke nok heste. Det var bare sådan en film, der er umulig at lave i dette land."

### Optagelser
Længe inden filmens udgivelse, var den allerede blevet et samtaleemne. Efter tre måneders præproduktion havde filmen 148 optagedage fordelt over et år – omkostningerne endte med at være fire gange større end budgettet. Toho Studierne stoppede produktionen mindst to gange. Hver gang gik Kurosawa roligt ud at fiske, idet han forklarede, at studiet allerede havde investeret kraftigt i filmen og at de ville give ham mulighed for at fuldende den. Filmens sidste kampscene, der oprindeligt var planlagt til at blive optaget i slutningen af sommeren, blev optaget i februar tæt på frysepunktet. Mifune fortalte senere, at han aldrig havde været så kold i sit liv.
Kurosawa benyttede ved optagelserne teleobjektiver, hvilket var sjældent i 1954, samt flere kameraer, hvilket gjorde det muligt at præsentere handlingen på hele lærredet og at placere publikum lige midt i den. "Hvis jeg havde filmet det i den traditionelle shot-by-shot-metode, var der ingen garanti for, at handlingerne kunne blive gentaget på nøjagtig samme måde to gange." Kurosawa var glad for teknikken, som han anvendte i senere film. Hans metode var at sætte et kamera i den traditionelle optageposition, et andet kamera til hurtige optagelser og et tredje kamera "som en slags guerillaenhed". Denne metode skabte komplicerede optagelser, hvor Kurosawa koreograferede bevægelsen af alle tre kameraer ved hjælp af diagrammer.
Kampsportskoreografien til filmen blev ledet af Yoshio Sugino fra kampkunstskolen Tenshin Shōden Katori Shintō-ryū.

## Udgivelse

### Biografer
Med sine 207 minutter, herunder en fem-minutters pause med musik, var De syv samuraier den længste film i Kurosawas karriere. Toho Studierne var skeptiske overfor om et amerikanske publikum ville kunne se en så lang film, og den første udgave af filmen i USA ved beskåret med 50 minutter Tilsvarende forkortede udgaver blev distribueret over hele verden indtil 1990'erne; siden da er den komplette version normalt vist.
Filmen blev udgivet i USA i 1955, i første omgang under titlen The Magnificent Seven. Efter udgivelsen i 1960 af den amerikanske genindspilning The Magnificent Seven (dansk Syv mænd sejrer) vendte den japanske films titel tilbage til dens originale Seven Samurai i USA.
Filmen fik dansk biografpremiere den 16. januar 1969 i Dagmar Teatret i København. Filmen har siden fået repremiere adskillige gange i Danmark.

### DVD og Blu-ray
Filmen er udgivet på video (VHS) i flere udgaver, hvoraf de fleste er mere eller mindre forkortede. De fleste DVD'er og Blu-rays indeholder Kurosawas komplette originalversion, inklusive dens fem-minutters pause. Siden 2006 har Criterion Collections amerikanske udgivelser haft deres egen 2K-gendannelse.
Filmen blev i 2016 af Toho udgivet i en 4K-udgave, der er tilgængelig via British Film Institute. Filmen var året efter den bedst sælgende hjemmevideotitel nogensinde udgivet af BFI.

## Modtagelse

### Salg
De syv samuraier blev godt modtaget af det japanske publikum og indtjente ¥268 millioner i løbet af de første tolv måneder fra udgivelsen. Det var Japans tredjemest indtjenende film i 1954.
Der er ikke data for indtjeningen i USA for udgivelsesåret 1956. Ved filmens repremiere i 2002 indtjente den $271.841 i USA og $4.124 i Frankrig. I tillæg til indtjeningen ved biografer i USA indtjente filmen på Kurosawa & Mifune-festivalen i 2002 i USA yderligere $561.692. Andre europæiske genudgivelser mellem 1997-2018 solgte 27.627 billetter.

### Modtagelse blandt kritikere
Mange kritikere uden for Japan har sammenlignet filmen med film i westerngenren, og filmen er bl.a. blevet sammenlignet med High Noon
Filmhistorikeren Peter Cowie har citeret Kurosawa for at sige: "Gode westerns kan lide af alle. Da mennesker er svage, ønsker de at se gode mennesker og store helte. Westerns er blevet lavet igen og igen, og i processen har der udviklet sig en slags grammatik, som jeg har lært af."
Filmen modtog oprindeligt blandede anmeldelser fra vestlige kritikere, betragtes De syv samuraier i dag som en af de største film i historien. På filmsitet Rotten Tomatoes har filmen en perfekt "approval rating" på 100% baseret på 95 anmeldelser med en gennemsnitlig vurdering på 9.6/10. Sitets kritiske konsensus lyder: "De syv samuraier, der helt sikket er Akira Kurosawas mesterværk, er en episk eventyrklassiker med en medrivende historie, mindeværdige karakterer og fantastiske actionsekvenser, der gør den til en af de mest indflydelsesrige film, der nogensinde er lavet". På Metacritic har filmen en score på 98 ud af 100 baseret på 7 kritikeranmeldelser.
Filmen er medtaget på en lang række af lister over "verdens bedste film" m.v. , herunder på BFI 's Sight & Sound-liste og Rotten Tomatoes' meningsmålinger.
Den amerikanske instruktør Martin Scorsese har medtaget den på sin liste over "39 essentielle udenlandske film for en ung filmskaber", og den russiske filmskaber Andrej Tarkovskij har medtaget den som en af hans top ti favoritfilm.

### Kulturel påvirkning
De syv samuraier anses generelt som den film, der gjorde "samle holdet"-temaet populært i film og andre medier. Temaet er siden blevet anvendt i mange action- og kriminalfilm. Filmen affødte sin egen undergenre af "mænd-på-en-mission"-film, også kendt som "Syv samuraier- formlen", hvor et hold forskellige karakterer samles om en specifik mission." Formlen er blevet vidt anvendt i mange film og andre medier. Som eksempler på formlen kan nævnes Saving Private Ryan (1998), Det beskidte dusin (1967), Star Wars (1977), The 13th Warrior (1999) og Avengers, samt tv-serier som The A-Team og The Walking Dead.
Ifølge Stephen Prince var filmens "hastige og kraftfulde fortællemotor, dens hæsblæsende tempo og visuelle stil, der overfalder seerens sanser" den klareste forløber og modellen for Hollywoods blockbustere i 1970'erne. Filmens billedside, handling, dialog og filmteknikker inspirerede en bred vifte af filmskabere, lige fra Steven Spielberg og George Lucas til Martin Scorsese og Quentin Tarantino. Ifølge Prince var Kurosawa "en mentorfigur" for en spirende generation af amerikanske filmskabere, såsom Spielberg og Lucas, der fortsatte med at udvikle Hollywood-blockbuster-formatet i 1970'erne.
Elementer fra De syv samuraier er blevet lånt af mange film. Eksempler er dele af plottet i komediefilmen De kom, de så, de løb! (Three Amigos, 1986) af John Landis, lånte scener i George Millers Mad Max: Fury Road (2015) og forskellige elementer i de storstilede kampscener i film som Ringenes Herre: De to Tårne (2002), The Matrix Revolutions (2003) og flere film fra Marvel Studios. Den indledende actionscene (hvor helten introduceres i et actionscenarie, der ikke er relateret til resten af plottet), der senere ses i mange actionfilm (såsom de indledende scener i mange James Bond-film) har oprindelse i De syv samuraier. Et visuelt element fra Seven Samurai, der har inspireret en række film, er brugen af regn i actionscener; eksempler på dette omfatter Blade Runner (1982), Ringenes Herre: The Two Towers og The Matrix Revolutions. Filmens klippeteknik og mentor-elev-dynamikken i plottet er også blevet bredt adopteret af flere Hollywood-blockbusters.

## Priser og nomineringer
Filmen har modtaget en række priser og nomineringer.
Ved Filmfestivalen i Venedig modtog filmen Sølvløven og ved finske Jussi Awards modtog Kurosawa prisen for bedste instruktør og Takashi Shimura prisen for bedste udenlandske skuespiller. Filmen blev også nomineret til to Oscars ved Oscaruddelingen i 1958.